# Horacio Buscaglia
Horacio «Corto» Buscaglia (Montevideo, 23 de marzo de 1943- Ib., 1 de febrero de 2006) fue un músico, actor, director teatral, poeta, periodista y publicista uruguayo.

## Biografía
Recibió el apodo de "Corto" en su juventud, en el barrio Malvín.
A fines de los años cincuenta tocaba la batería en Blue Moon, una orquesta para bailes y cumpleaños de quince.
En los años sesenta perteneció al grupo literario Los hachepientos, liderado por Clemente Padín, que se reunía en Guardia Nueva, la librería de Mario Levrero. El grupo publicaba la revista Los Huevos del Plata (1965-1969). Un número de principios de 1968 traía como separata, Mojos y canciones de protesta de Buscaglia donde, entre poemas y letras de canciones comunicaba, también, el impacto que le significó escuchar por primera vez a Los Beatles. Aunque en otra oportunidad manifestó que cuando salió João Gilberto el impacto había sido todavía más grande, en él y en Eduardo Mateo. La revista volvió a editar otra separata con textos de Horacio Buscaglia: Mojos para la hora del té.
En esa época formó un dúo con Eduardo Mateo, llamado Horama, donde también cantaba Veronica Indart. Y estuvo muy relacionado con la banda El Kinto en su gestación de una música que buscaba identidad fusionando el beat con lo autóctono.
Compuso más de un centenar de canciones junto a Eduardo Mateo, Urbano Moraes, Pippo Spera, Rubén Rada, sus hijos y otros. Escribió la letra de "Príncipe azul" con música de Eduardo Mateo, una de las canciones más conocidas de la música uruguaya a partir de los años sesenta. En 1969, con Eduardo Mateo, creó y dirigió Musicasión, cuatro espectáculos fundamentales para la música popular uruguaya, donde también intervino recitando sus mojos.
Los mojos de Buscaglia podían hacer referencia a cualquier cosa. El periodista que realizó la nota "«Hachepientos» montevideanos" en 1968 escribió:

De paso, el mojo era yo. La palabra es un comodín, un medio de ahorrarse las explicaciones. Decir periodista hubiera implicado cuatro o cinco frases más. Y esta gente es muy lacónica. Por el mismo camino pueden convertirse en "mojos" una chiquilina (minifaldera), un biombo con pedrerías, un examen de preparatorios o un vaso de vino corriente.

Guilherme de Alencar Pinto refiere a los mojos de las Musicasiones:

La palabra “mojos” quedo asociada al género literario de Buscaglia, ejemplificado en sus intervenciones en Musicasión 4 y ½: breves prosas de un humor surrealista o absurdo, provocativamente “intrascendentes”, contradictorias como koans budistas.

En los años setenta Buscaglia fue uno de los fundadores de Canciones para no dormir la siesta, grupo emblemático uruguayo activo de 1975 a 1990.
Fue cofundador del Teatro de la Candela. Su vinculación al teatro comenzó en el Club de Teatro. Se dedicó a la dirección teatral -tanto para adultos como para niños- en el Teatro Circular, El Galpón y La Comedia Nacional entre otros. También a la actuación, como en la puesta en escena de la obra Inodoro Pereyra, adaptación de la historieta Inodoro Pereyra.
Condujo en la radio durante años dos programas legendarios, La nave de los locos y La conjura de los necios, y personificó junto a Juceca a "Los guapos". La nave de los locos fue un programa radial que se considera tuvo una importante influencia en la juventud post-dictadura.
En televisión, condujo el programa Cortocircuito, de humor político.
Escribió para carnaval, como el celebrado cuplé "Arturito" de 1984, para la murga Los Diablos Verdes.
Como creativo publicitario trabajó en las mayores agencias, con trabajos premiados en Cannes.
Sobre finales de los años noventa creó con Rubén Rada los espectáculos Rada para niños. De los que se editaron varios discos. En junio de 2014 Rada realizó el espectáculo Rada para niños 15 años: Homenaje a Buscaglia. Rubén Rada también recuerda a Buscaglia en “Canción a los cuatro vientos”, del disco Confidence 2 La película (2017), canción que le dedica junto a Eduardo Mateo, Osvaldo Fattoruso y Beto Satragni.
Buscaglia estuvo altamente comprometido en política como militante del Frente Amplio; es muy recordado su personaje del Profesor Paradójico en la campaña electoral de 1989. Tuvo el cargo de Asesor Presidencial en Asuntos de Prensa con el Dr. Tabaré Vázquez. Escribía diariamente La columna amarilla en el diario La República de Montevideo.
Falleció en 2006 a los 62 años de edad.
En 2012 se editó el libro Mojos, un compilado de sus textos seleccionados por Martín Buscaglia y Gustavo Wojciechowski (Maca).

## Dirección teatral
- 1975 Canciones para no dormir la siesta.
- 1978 Eleanor Rigby de Horacio Buscaglia.
- 1983 Lo de siempre, lo otro y lo que te dije de Alberto Paredes.
- 1984 Nicaragua, una historia de todos.
- 1985 La princesa Clarisa de Rolando Speranza.
- 1992 Romeo y Julieta de William Shakespeare.
- 1994 Traición de Harold Pinter.
- 1996 Pequeños asesinatos de Jules Feiffer.
- 1998 Ubú Rey de Alfred Jarry.
- 1999 Antígona de Sófocles.
- 1999 Cien pájaros volando de Julio César Castro.
- 1999 Memorias de un loco de Nikolái Gógol.
- 2000 ¡Vengan a vernos por favor! Textos de varios autores uruguayos.
- 2000 De qué hablamos cuando hablamos de amor de Raymond Carver.
- 2000 Para abrir la noche.
- 2001 La Celestina de Fernando de Rojas.
- 2002 Memorias para Armar de Colectivo de ex presas Uruguayas.
- 2003 Historias de cronopios y de famas de Julio Cortázar.
- 2004 Las mil y una noches. Una noche en Bagdad.
- 2004 Carnaval electoral.

## Discografía
- Musicación 4½ (De la Planta. 1971)
- Diablos Verdes de Diablos Verdes (Orfeo. 1984)
- Teatro de Verano en vivo (Orfeo. 1989) Con Hugo Fattoruso, Osvaldo Fattoruso, Rubén Rada, Eduardo Mateo, Roberto Galetti, Juan Gadea y Urbano Moraes.
- La penúltima Musicasión: Homenaje a Eduardo Mateo (Orfeo. 1991)
- Vamos a mirarnos más de frente de Urbano Moraes (Sondor. 1991)
- La carpeta azul (Ayuí/Tacuabé. 1994)
- Llevenlé de Martín Buscaglia (Orfeo. 1996)
- Vuela más alto de Urbano Moraes (Perro Andaluz. 2010)

Para la discografía con Canciones para no dormir la siesta ir al artículo Canciones para no dormir la siesta.
También existen, circulando en internet, dos compilados de archivos de audio titulados Mojos y Mojos II que recopilan mojos de distintas épocas.

## Filmografía
- El chevrolé (1999)[19]